# 口留番所
口留番所（くちどめばんしょ）とは、江戸時代に各藩が自藩の境界や交通の要所などに設置した番所のこと。江戸幕府の関所に相当する。また、江戸幕府が設置した施設でも裏街道に設置されたものなど、関所の要件を満たさない小規模なものは口留番所と称した。

## 概要
戦国時代に戦国大名は領国内の要所に関所を設置し交通や物流の監視、関銭の徴収を行っていたが、江戸幕府は寛永年間の武家諸法度の改正において諸大名が勝手に関所を設けることを禁じていた。
だが、藩側も治安上の理由から関所に相当する施設を必要としており、「関所」の名称を避けて「番所」の体裁で設置したのが口留番所であった。主に藩に出入りする旅行者や商品の監視を任務としていた。前者には農民や欠落人（犯罪者）の逃亡防止･傷を負った者･女性、後者には専売品（各藩の特産品）の密輸防止や運上逃れ（脱税）の防止（品質や価格を維持するため）の目的とともに米などの穀物や金銀銅などを藩内に留めて必要な物資を確保しておく意図を有していた。弘前藩の碇ヶ関などは特に有名であった。
また各藩において、通行する品物への税金、いわゆる「口役銀」（今でいう関税の様なもの）を徴収するのも口留番所の重要な役目でもあった。しかし、こうした税金を逃れるため不正を行う者が多くいたという。女性の通行に関しては特に厳しく、番所を通過するには、「関所女手形」が必要で、藩によっては通行を一切禁止する場所もあり、不正な通行には磔等の厳しい処罰が下される。また、鉄砲も女性同様に厳しく取り締まられ、「入鉄砲出女」という言葉が出たほどである。飛脚や位の高い武士は、そのまま通行することが可能だった。
番所の開門時間は、明け6つ（日の出）から暮れ6つ（日の入り）まで。日暮れになると門は閉められ、番所の一日は終わる。
また、江戸幕府においても裏街道に口留番所を設置した例はある。ただし、五街道の関所と比較すると小規模なものも多く、番所を破っても関所破りよりは軽い刑であったという。